# كين مكينون
كين مكينون هو سياسي كندي، ولد في 20 أبريل 1936 في وينيبيغ في كندا. انتخب مستشار كلية يوكون ‏ ( – 2004) وانتخب مفوض يوكون ‏ (27 مارس 1986 – يونيو 1995).